# Château du Fougeroux
Le château du Fougeroux est un château situé sur la commune de La Chapelle-Thémer, dans le canton de La Châtaigneraie en Vendée.

## Historique
Le château est l'ancienne propriété d'Alexandre Grelier du Fougeroux, d'Ernest Grelier du Fougeroux puis de son gendre l'artiste Octave de Rochebrune.
Le château est inscrit partiellement au titre des monuments historiques en 1999.